# Nordatlantiska fördraget
Nordatlantiska fördraget, även känt som Atlantpakten eller Washingtonfördraget, är ett internationellt fördrag som undertecknades i Washington, D.C., den 4 april 1949. Genom fördraget upprättades Nordatlantiska fördragsorganisationen (Nato).
Ibland blandas betydelserna av själva pakten och organisationen samman, under namnet Atlantpakten.

## Bakgrund
Fördraget skapades med ett väpnat angrepp mot Västeuropa av Sovjetunionen i åtanke, men den ömsesidiga självförsvarsklausulen åberopades aldrig under kalla kriget. Den åberopades för första gången 2001 som svar på 11 september-attackerna mot World Trade Center och Pentagon i Operation Eagle Assist.

## Ursprungliga medlemmar
De tolv ursprungliga länderna som undertecknade avtalet och blev därmed grundmedlemmar i Nato var:

Karta över Nato-ländernas (förutom Kandada och USA) kronologiska medlemskap.

| - Belgien - Danmark - Frankrike - Island - Italien - Kanada | - Luxemburg - Nederländerna - Norge - Portugal - Storbritannien - USA |

## Undertecknandet
Ledarna för de länder som i Washington, D.C. undertecknade avtalet som befullmäktigade var:
- Danmark – Gustav Rasmussen och Henrik Kauffmann
- Island – Bjarni Benediktsson och Ólafur Thors
- Italien – Carlo Sforza
- Kanada – Lester B. Pearson och H.H. Wrong
- Storbritannien – Ernest Bevin och Oliver Franks
- USA – Dean Acheson

## Senare medlemmar
Följande länder anslöt sig till fördraget efter de ursprungliga länderna:
| - Grekland (1952) - Turkiet (1952) - Västtyskland (1955) - Spanien (1982) - Tjeckien (1999) - Ungern (1999) - Polen (1999) - Bulgarien (2004) - Estland (2004) - Lettland (2004) - Litauen (2004) - Rumänien (2004) - Slovakien (2004) - Slovenien (2004) - Albanien (2009) - Kroatien (2009) - Montenegro (2017) - Nordmakedonien (2020) - Finland (2023) - Sverige (2024) |

När Tysklands återförening inträffade 1990 blev landet som helhet en medlem av Nato.
Under toppmötet i april 2008 inbjöds Kroatien och Albanien officiellt att gå med i Nato. De båda undertecknade fördraget och gick officiellt med i Nato den 1 april 2009.

## Innehåll

### Artikel 1
Artikel 1 i fördraget säger att medlemsparterna "löser alla internationella tvister i vilka de kan vara inblandade med fredliga medel på ett sådant sätt att internationell fred och säkerhet och rättvisa inte äventyras och att i sina internationella förbindelser avstå från hot, eller användning av våld på något sätt som är oförenligt med Förenta nationernas syften". Medlemmar strävar efter att främja stabilitet och välbefinnande i det nordatlantiska området genom att bevara fred och säkerhet i enlighet med FN-stadgan.

### Artikel 4
Artikel 4 anses allmänt vara utgångspunkten för större Nato-operationer och är därför avsedd för antingen nödsituationer eller brådskande situationer. Den kräver officiellt samråd i militära frågor när "den territoriella integriteten, politiska oberoendet eller säkerheten för någon av parterna är hotad." Med dessa åberopande diskuteras frågan i Nordatlantiska rådet (NAC) och kan formellt leda till ett gemensamt beslut eller åtgärd (logistisk, militär eller på annat sätt) på uppdrag av alliansen. Artikeln 4 har åberopats sju gånger sedan alliansens tillkomst.

### Artikel 5
Enligt artikel 5 i fördraget åtar sig varje medlemsstat att betrakta en väpnad attack i Europa eller Nordamerika mot någon av medlemsstaterna som ett väpnat angrepp mot dem alla. De andra medlemsstaterna ska bistå den angripna staten på det sätt de bedömer nödvändigt, vilket kan innefatta militära insatser.

### Artikel 6
Artikel 6 säger att fördraget endast omfattar medlemsländernas territorier i Europa och Nordamerika, Turkiet och öar i Nordatlanten norr om Kräftans vändkrets, plus Franska Algeriet. Det var den uppfattningen det amerikanska utrikesdepartementet, det amerikanska försvarsdepartementet samt den juridiska avdelningen av NATO hade i augusti 1965, gällande att en attack mot den amerikanska delstaten Hawaii inte skulle utlösa fördraget, men en attack mot de andra 49 skulle göra det.
De spanska städerna Ceuta och Melilla på den nordafrikanska kusten är alltså inte under Natoskydd, trots marockanska anspråk på dem. Juridiska experter har tolkat att andra artiklar kan täcka de spanska nordafrikanska städerna, men detta har inte testats i praktiken. Det är därför händelser som de ryska-syriska flyganfallen mot turkiska armén i Balyun i Syrien 2020 inte har utlöst artikel 5, eftersom de turkiska trupperna som attackerades var i Syrien och inte Turkiet.
Den 16 april 2003 godkände Nato en begäran på att överta kommandot över International Security Assistance Force (ISAF) i Afghanistan. Styrkan omfattade trupper från 42 länder. Beslutet kom efter en begäran från Tyskland och Nederländerna, två stater som vid tidpunkten ledde ISAF. Samtliga då nitton Nato-ambassadörer godkände det enhälligt. Överlämnandet av kontrollen till Nato ägde rum den 11 augusti 2003 och markerade första gången i Natos historia som organisationen övertog kommandot över ett uppdrag utanför det nordatlantiska området.

## Amerikansk ratifikation
I USA ratificerades fördraget av amerikanska senaten i omröstning 82 mot 13 röster den 21 juli 1949.